# Seethen
Seethen is een plaats en voormalige gemeente in de Duitse deelstaat Saksen-Anhalt en maakt als één der 29 Ortschaften deel uit van de gemeente Gardelegen in de Landkreis Altmarkkreis Salzwedel.
Seethen telde begin 2022 137 inwoners, inclusief het ten oosten ervan gelegen gehucht Lotsche. Het ligt in het uiterste noordoosten van de gemeente Gardelegen.
Rondom Seethen zijn op verschillende plekken archeologisch waardevolle voorwerpen gevonden, met name uit de bronstijd en de vroege Middeleeuwen. 
Algenstedt · Berge · Breitenfeld · Dannefeld · Estedt · Gardelegen Stadt · Hemstedt · Hottendorf · Jävenitz · Jeggau · Jerchel · Jeseritz · Kassieck · Kloster Neuendorf · Köckte · Letzlingen · Lindstedt · Mieste · Miesterhorst · Peckfitz · Potzehne · Roxförde · Sachau · Schenkenhorst · Seethen · Sichau · Solpke · Trüstedt · Wannefeld · Wiepke · Zichtau